# Pareulepis malayana
Pareulepis malayana är en ringmaskart som först beskrevs av Horst 1913.  Pareulepis malayana ingår i släktet Pareulepis och familjen Eulepethidae. Inga underarter finns listade i Catalogue of Life.